# Naadir Tharpe
Naadir Cohen Tharpe (ur. 23 lipca 1991 w Worcester) – amerykański koszykarz grający na pozycji rozgrywającego.
25 października 2017 został zawodnikiem Legii Warszawa. 12 stycznia 2018 opuścił klub. 

## Osiągnięcia
Stan na 18 marca 2018, na podstawie, o ile nie zaznaczono inaczej.
NCAA
- Wicemistrz NCAA (2012)
- Uczestnik rozgrywek:
  - Sweet 16 turnieju NCAA (2012, 2013)
  - turnieju NCAA (2012–2014)
- Mistrz:
  - turnieju konferencji Big 12 (2013)
  - sezonu zasadniczego Big 12 (2012–2014)
- Zaliczony do składu All-Big 12 Honorable Mention (2014)